# Svarthättad glasögonfågel
Svarthättad glasögonfågel (Zosterops atricapilla) är en fågel i familjen glasögonfåglar inom ordningen tättingar.

## Utseende och läte
Svarthättad glasögonfågel är en typisk medlem av släktet Zosterops, med gröngult på ovansidan, strupen och undergumpen, grått på buken och runt ögat en vit ring. Ögonringen hos denna art är påtagligt bred. Noterbart är även rökgrått till svart i pannan och på tygeln (alltså inte i en hätta som namnet antyder). Sången består av en torr serie med ryckiga strofer, vanligen med inslag av ett hårt "ti-tick". Bland lätena hörs ljusa och nasala visslingar, liksom tjittrande "chik" och "chi-chik".

## Utbredning och systematik
Svarthättad glasögonfågel delas in i två underarter med följande utbredning:
- Zosterops atricapilla viridicatus – förekommer i bergstrakter på norra Sumatra
- Zosterops atricapilla atricapilla – förekommer i bergstrakter på centrala och södra Sumatra samt norra Borneo (berget Kinabalu)

## Levnadssätt
Svarthättad glasögonfågel är en vanlig art i bergsskogar, även upp i buskmarker kring och ovan trädgränsen. Där rör den sig aktivt och ses ofta i artblandade flockar.

## Status och hot
Arten har ett stort utbredningsområde, men tros minska i antal, dock inte tillräckligt kraftigt för att den ska betraktas som hotad. Internationella naturvårdsunionen IUCN listar arten som livskraftig (LC).

## Bilder

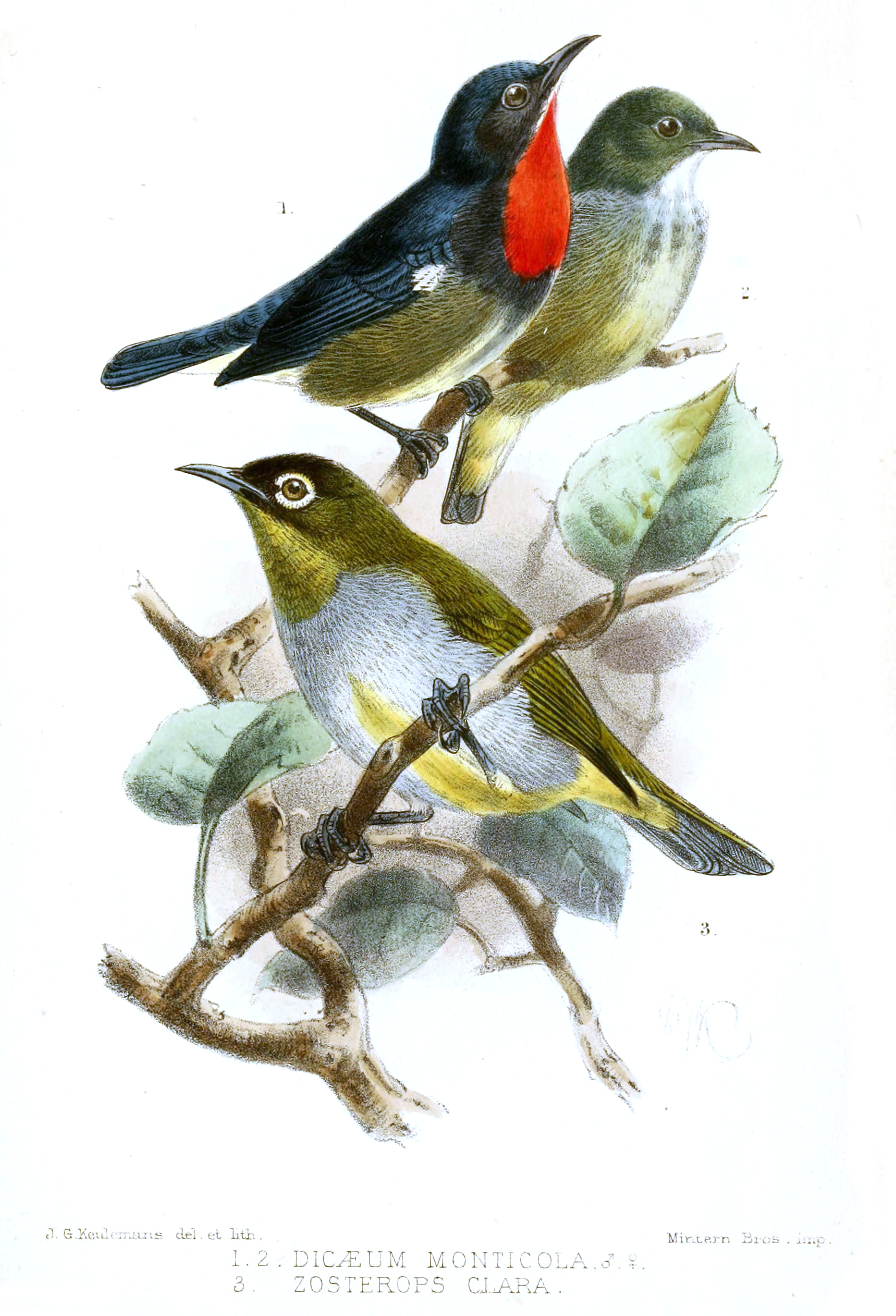
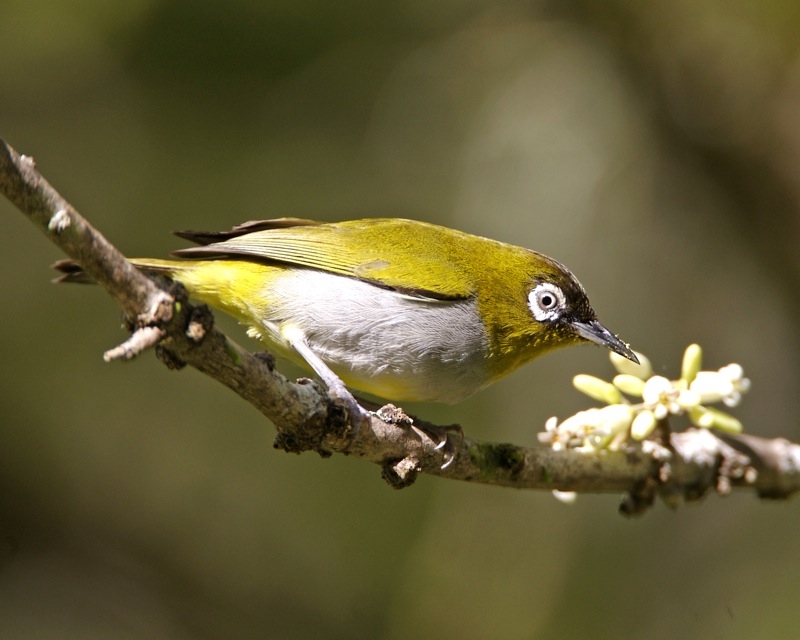